# East Fultonham
East Fultonham – jednostka osadnicza w Stanach Zjednoczonych, w stanie Ohio, w hrabstwie Muskingum.